# Убийство Изабеллы Нардони

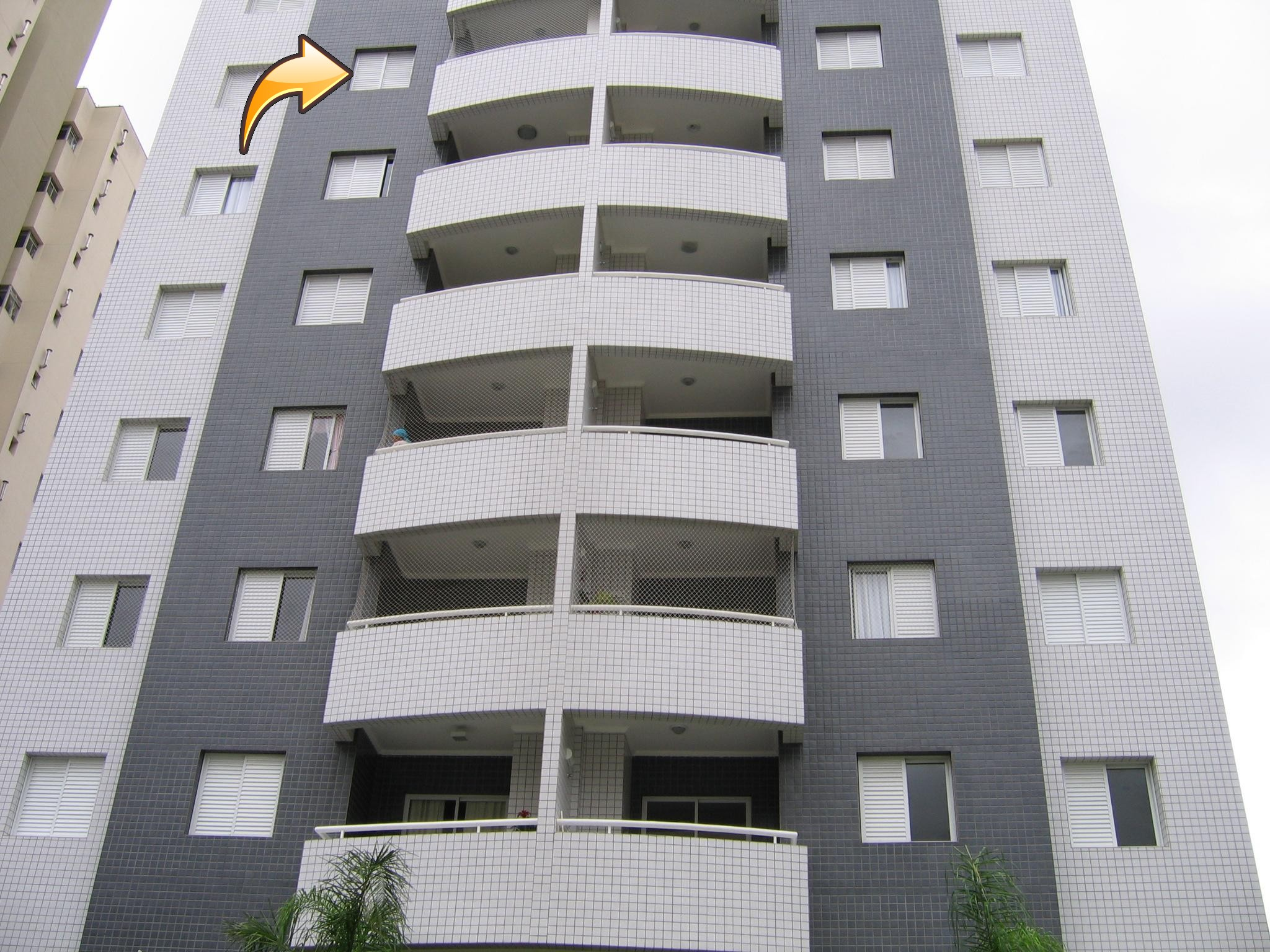
Дом, где было совершенно убийство. Стрелкой отмечено окно на 6-м этаже, из которого было выброшено тело Изабеллы

Убийство Изабеллы Нардони — убийство пятилетней бразильской девочки, совершённое 29 марта 2008 года, широко освещенное местными средствами массовой информации и имевшее огромный резонанс в бразильском обществе.
В Бразилии, где уровень преступности достаточно высок, подобное убийство могло бы остаться практически незамеченным, но жестокий характер убийства, принадлежность родителей к среднему классу, и иные обстоятельства, сделали историю новостью национального масштаба. Исследования показали, что об убийстве Изабеллы Нардони и проводимом расследовании знают 98% бразильцев, небывалый охват аудитории для страны.

## Семья
Изабелла де Оливейра Нардони родилась в Сан-Паулу 18 апреля 2002 года в семье Александра Алвеса Нардони и Аны Каролины Куньи де Оливейры. До того, как вступить в официальный брак, Александр и Ана Каролина встречались на протяжении трёх лет. В возрасте 17 лет Ана Каролина неожиданно забеременела. Семья Изабеллы принадлежала к среднему классу и с криминальными кругами связана не была. Отец Изабеллы, Александр Нардони, собирался поступать на юридический факультет. Пара собиралась начать совместную жизнь, но отношения разладились и мать предпочла жить вместе с новорождённой Изабеллой в доме своих родителей. Со временем родители Изабеллы установили график общения с дочерью, в соответствии с которым Изабелла проводила в доме отца выходные с пятницы по воскресенье дважды в месяц. Вскоре после рождения дочери Александр Нардони женился на Анне Каролине Жатоба́ (порт. Anna Carolina Jatobá), в браке с которой у него родилось двое сыновей: Пьетро и Жуан. Как выяснилось в ходе следствия, Нардони начал встречаться с Жатоба, когда у него ещё продолжались отношения с Аной Каролиной и она уже была беременна. Ситуация продолжалась более года, пока не заподозрив его в измене, Ана Каролина не потребовала от Александра признания в измене.
Позднее Ана Каролина утверждала, что Жатоба была очень ревнивой и отчаянно ревновала Александра к Анне Каролине. В последнее время по всем вопросам приездов Изабеллы в дом Нардони женщины общались напрямую, минуя отца девочки.

## Убийство
В 22 часа 30 минут 29 марта 2008 года Изабелла Нардони упала из окна квартиры на 6-м этаже здания Лондон (порт. Edifício London), в которой проживал отец девочки со своей новой семьей. Когда девочка была обнаружена, её сердце уже остановилось. Вызванная на место трагедии реанимационная бригада пыталась привести Изабеллу в чувства в течение 34 минут, но безуспешно.
В ходе первоначального допроса Александр Нардони утверждал, что «подъехал к зданию на автомобиле вместе со своей женой и тремя детьми, которые спали. Он отнес Изабеллу в квартиру, где оставил её в комнате, а сам спустился в гараж, чтобы помочь жене подняться вместе с двумя другими детьми». По его словам, «когда он вернулся, то обнаружил, что в комнате горит свет, Изабеллы в ней нет, а в защитной сетке, которой оборудовано окно, зияет дыра». Как утверждал Нардони, в этот момент «он осознал, что тело Изабеллы лежит в саду, под окнами квартиры».
Ана Каролина, мать девочки, прибыла на место трагедии одновременно с парамедиками. По её словам, она сразу поняла, насколько серьёзна ситуация. Опасаясь навредить дочери, Ана Каролина не трогала её, лишь успокаивала и целовала. Смерть Изабеллы была зафиксирована в больнице, куда доставили девочку. Ана Каролина стоически выдержала последующие испытания, давала интервью, участвовала в телепередачах, боролась за опрос каждого возможного свидетеля. По её словам, Александр, отец девочки, так никогда и не поговорил с ней о том, что произошло в квартире, даже на похоронах Изабеллы. 

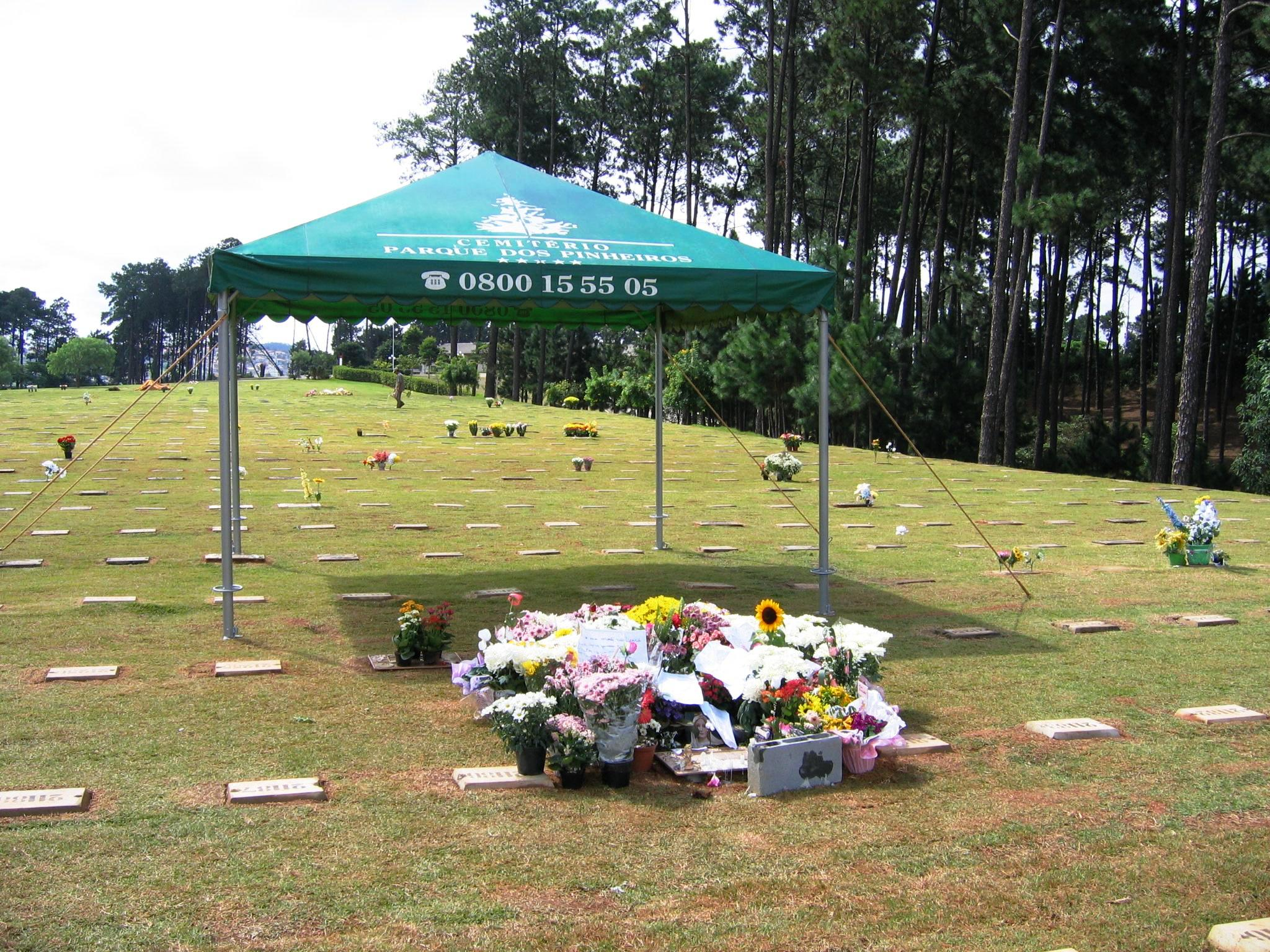
Могила Изабеллы

Изабелла Нардони была похоронена 31 марта 2008 года в 9:30 утра на кладбище «Сосновый парк» (порт. Parque dos Pinheiros) в Сан-Паулу. На похороны пришло более 200 человек. На 30-й день семья Изабеллы заказала более 1000 футболок с портретом Изабеллы и надписью: "Звезда навсегда", которые раздавала всем пришедшим на торжественную мессу.

## Расследование
По заключению специалистов Института судебной экспертизы (порт. Instituto Médico Legal), смерть Изабеллы наступила от травм, несовместимых с жизнью. При этом, как утверждают эксперты, травмы были нанесены ещё до падения ребёнка с высоты 6-го этажа, являлись последствиями избиения, и стали бы причиной её смерти вне зависимости от падения с высоты.
18 апреля 2008 года Нардони и Жатоба были арестованы.
По заключению полиции, избиение ребёнка началось ещё в машине. В день трагедии семья навещала родителей Анны Каролины, где камеры видеонаблюдения зафиксировали конфликт между Изабеллой и её отцом. Как позднее подтвердили присутствовавшие на вечеринке гости, Александр Нардони пригрозил Изабелле, что «дома он ей покажет». По дороге домой мачеха начала душить Изабеллу, у девочки началось кровотечение. Чтобы избежать пятен по дороге в квартиру, ребёнка завернули в одеяло. Доказательством этого стали обнаруженные в машине следы крови и волос с луковицами, которые принадлежали Изабелле, отпечатки пальцев на шее девочки совпадали по размеру с пальцами Анны Каролины.
Уже в квартире между Александром Нардони и его женой началась ссора. Они решили имитировать преступление, которое совершил неизвестный. Однако в ходе проверки этой версии, полиция не нашла следов присутствия третьего человека в квартире. Нардони собственноручно выбросил свою дочь в окно. После этого они вызвали отца Александра, Антонио Нардони, который является адвокатом. Анна Каролина Жатоба также вызвала своего отца. Лишь после этого они позвонили Ане Каролине. Проанализировав историю сделанных звонков, полиция выяснила, что отец и мачеха девочки не пытались вызвать помощь: полицию и парамедиков вызвали соседи. По словам соседей Анна Каролина спустилась вниз вместе с детьми, вела себя неадекватно, ругалась и кричала на всех вокруг.
До конца следствия и в ходе судебного заседания ни Александр Нардони, ни Анна Каролина Жатоба свою вину не признали и продолжали настаивать, что убийство совершено неизвестным преступником, вломившимся в квартиру, пока Александр спускался в гараж.
Доказательство вины всецело зависело от проведенных экспертиз, добытых улик и собранной доказательной базы. Специалисты признают, что все экспертизы были проведены соответствующими структурами Сан-Паулу на высоком уровне и не оставили сомнения в виновности Александра Нардони и Анны Каролины Жатобы.

### Приговор
Судебное заседание длилось пять дней, приговор был оглашен 27 марта 2010 года.
Суд приговорил Александра Нардони к 31 году 1 месяцу и 10 дням лишения свободы, с учётом отягощающих обстоятельств: попытки замыть следы крови и преступления, преступления против лица, заведомо являющегося беспомощным, не достигшим возраста 14 лет, и тем, что он являлся её отцом.
Анна Каролина Жатоба была приговорена к 26 годам 8 месяцам лишения свободы, с учётом тех же отягчающих обстоятельств, кроме отцовства.

## Общественный резонанс
Кто убил Изабеллу? - этот вопрос теперь у всех на устах Оригинальный текст (англ.)Eduardo Ferreira Santos: „Who killed Isabella?“ is the question on the lips of everybody".Эдуардо Ферейра Сантос (психолог)
- Широкое освещение самого убийства и хода следствия в СМИ вызвало волну схожих преступлений[1].
- Бразильские СМИ практически превратили освещение расследования убийства девочки в круглосуточное шоу. Журналисты сравнивают публичную истерию с популярными в Бразилии мыльными операми и реалити-шоу формата «Большой брат»[3].